# جانيت أير فيربانك
جانيت أير فيربانك (بالإنجليزية: Janet Ayer Fairbank)‏ (7 يونيو 1878، شيكاغو في الولايات المتحدة - 28 ديسمبر 1951)؛ سفرجات وروائية أمريكية.